# Scottiglia
Scottiglia - danie mięsne kuchni włoskiej, charakterystyczne dla południowej Toskanii, zwłaszcza Seggiano.
Scottiglia jest rodzajem gulaszu, przyrządzanego z mieszanych rodzajów mięs (fakultatywnie: cielęcina, wołowina, kurczak, królik, wieprzowina, perliczka, gołębie, kaczki, indyk, gęsina, jagnięcina, czasami także baranina). Podawane jest często z czerstwym chlebem.
Danie wywodzi się z okolic wsi Pescina i doliny Casentino. Ma bardzo stary, być może etruski, rodowód. Z uwagi na mieszany skład ma bardzo wiele wariantów i, zależnie od miejsca przyrządzania, może się znacząco różnić smakiem i doborem przypraw, a także dodatkami (np. wino, pomidory).